# Osamu Watanabe
Osamu Watanabe (* 21. října 1940 Wassamu) je bývalý japonský zápasník ve volném stylu, soutěžící v pérové váze. Reprezentoval Univerzitu Čúó.
Byl pětkrát mistrem Japonska, vyhrál Asijské hry 1962, mistrovství světa v zápasu ve volném stylu 1962 a mistrovství světa v zápasu ve volném stylu 1963. Na domácí olympiádě 1964 v Tokiu získal zlatou medaili bez ztráty bodu, poté ukončil kariéru a pracoval v reklamní agentuře Dentsu. Je uveden v Guinnessově knize rekordů jako amatérský zápasník s nejlepší historickou bilancí: 187 vítězství a žádná porážka. Obdržel purpurovou stuhu japonské Medaile cti.